# Сьйольве
Сьйольве (Sölve Högnesson; ? — 615) — напівлегендарний конунг Світьода у 600—615 роках.

## Життєпис
Про походження Сьйолве існують різні відомості: згідно з «Сагою про Інґлінґів» був норманом сином Хьогне з острова Нере та братом Гільди Стрункої, родички південнонорманських конунгів; за іншою — вів своє походження від конунгів данів і мав володіння в Ютландії. Також існує гіпотеза про гетське походження Сьйольве.
Ймовірно його швагером був Гйорлейв, конунг Гордаланда і Роґаланда. Сьойлве тривалий час був так званим морським конунгом, тобто більшу частину часу проводив зі своїми вояками у численних походах, переважно на так званому Східному шляху (можливо землі курші, латвійських племен). Допоміг Гйорлейву перемогти Хрейдара, конунга о. Зеландія. За відвагу Сьйолве було призначено ярлом Зеландії.
З невідомих причин, за власною ініціативою або на запрошення частини свейської знаті, приплив зі своєю дружиною до Світьода. конунг Сьйольве несподівано вночі атакував свейського конунга Йостена на о. Дофонд, де оточив будинок, в якому був конунг, і спалив його разом з усією дружиною.
Потім Сьйольве поплив до Старої Сигтуни і зажадав, щоб його визнали конунгом. Але свеї зібрали військо і хотіли захищати свою країну. І тоді сталася настільки велика битва, що, згідно з легендами, вона не закінчилася на одинадцятий день. конунг Сьйольве переміг і потім довгий час був конунгом у державі свеїв, поки свеї підступом не вбили конунга. Новим володарем Світьода став Інґвар Високий.